# SAAB 210
SAAB 210 （Draken） 是瑞典的SAAB公司為了開發J35 龍式战斗机，驗證二重三角翼機概念而製造的縮小型的測試平台。
雖然SAAB對於本機並沒有給予"龍"這個官方名以外的任何其他名字，但是在SAAB 35的原型機進行了了首次飛行之後，本機就立即以非正式命名的"小龍"（Lilldraken）這樣的名字而廣為人知。
SAAB 210是在1952年1月21日進行首次飛行，在1953年的斯德哥爾摩700年紀念典禮上，SAAB 210也在斯德哥爾摩市中心的上空進行展示飛行。
本機目前是在林雪坪（Linköping）的瑞典空軍博物館內進行保存展示的SAAB 210。

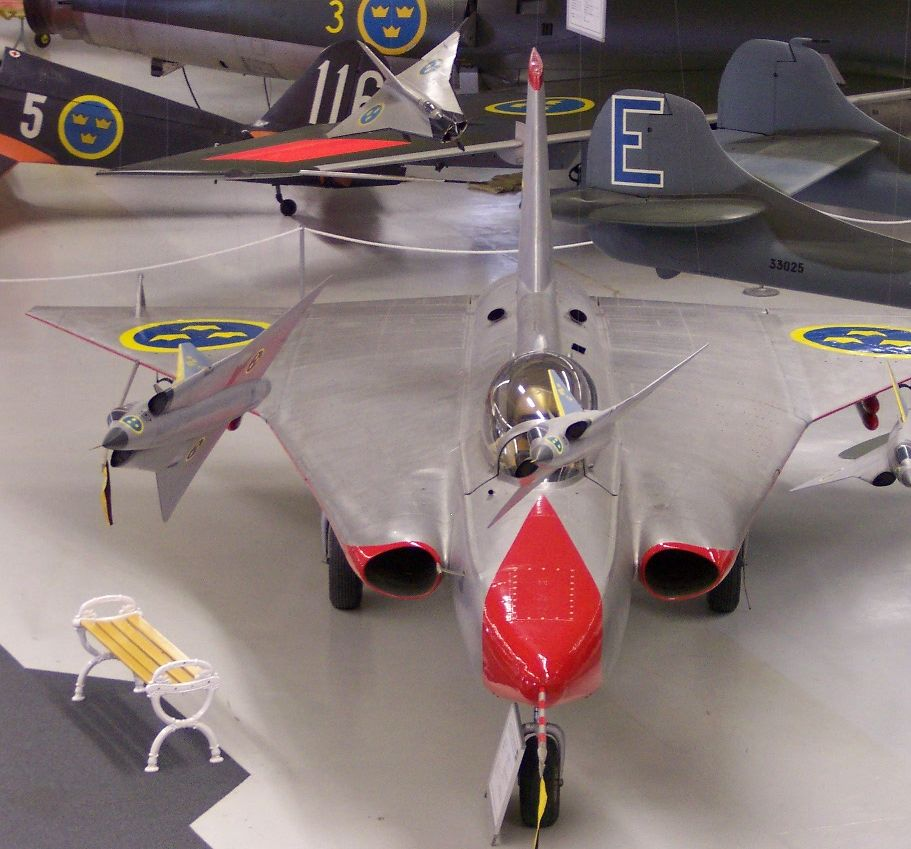
現在位於瑞典空軍博物館內保存展示